# Joeropsis bicornis
Joeropsis bicornis är en kräftdjursart som beskrevs av Brian Frederick Kensley 2003. Joeropsis bicornis ingår i släktet Joeropsis och familjen Joeropsididae. Inga underarter finns listade i Catalogue of Life.